# سد شیازی
سد شیازی (به لاتین: Shiyazi Dam) یک سد وزنی و نیروگاه برقابی در چین است که در Wuchuan Gelao and Miao Autonomous County واقع شده‌است.